# Präfix
Das Präfix (lateinisch praefixum ‚vorne angeheftet‘), in der traditionellen Grammatik auch Vorsilbe, ist ein unselbständiger Wortteil (Affix), der vorne an den Wortstamm angefügt wird (im Gegensatz zum Suffix, das dem Stamm nachfolgt). In der deutschen Morphologie finden sich Präfixe in der Wortbildung bei Verben, Substantiven und Adjektiven. Im Sprachvergleich findet man vielfältige weitere Anwendungen, allerdings zeigt sich der statistische Effekt, dass natürliche Sprachen den Gebrauch von Suffixen gegenüber Präfixen bevorzugen.

## Begriff

### Präfix als Stellungstyp von Affixen

#### Definition und Beispiele für Präfigierung
Ein Affix ist ein unselbständiger Wortbestandteil, der sich mit einem selbständigen Wortteil als seiner Basis verbindet, um ein erweitertes Wort zu bilden. Ein Präfix ist dann definiert als ein Affix, das vor seiner Basis (oder „links“ an der Basis) angefügt wird (dieser Vorgang heißt Präfigierung). Beispiele:
- verbale Basis: „schenk(en)“ – Präfigierung: „ver-schenk(en)“

(Die Infinitivendung muss bei den Beispielen zunächst ignoriert werden, siehe später im Abschnitt #Flexion von Präfixverben.)
- adjektivische Basis: „schön“ – Präfigierung: „un-schön“
- substantivische Basis: „Sinn“ – Präfigierung: „Un-sinn“

Anmerkung: „Basis“ ist ein allgemeiner und rein relativer Begriff für das Gegenstück zum Affix, der bekanntere Begriff Wortstamm hat hingegen eine engere Bedeutung. In den obigen Beispielen ist die Basis aber jedes Mal auch ein Wortstamm (wenn man Infinitivendungen wegstreicht).

#### Abgrenzung von Komposition
Die Präfigierung ist zu unterscheiden von der Bildung eines Kompositums, also einer Verbindung, bei der einem (traditionell so genannten) „Grundwort“ ein „Bestimmungswort“ vorangestellt wird. In der Komposition hat man zwei wortfähige Einheiten (mit lexikalischem Gehalt); in der Präfigierung ist nur die Basis wortfähig, das Präfix zählt als ein grammatisches und abhängiges Element. Dieser theoretische Unterschied ist in manchen Anwendungsfällen sehr subtil und auch strittig:
- Präfigierung „Un-sinn“ – Komposition: „Schwach-sinn“

(Nur „schwach“ ist selbst wortfähig.)
- Präfigierung: „Erz-herzog“[1] – Komposition: „Groß-herzog“[2]

(Nur „groß“ ist wortfähig. Das Präfix „Erz-“ ist ein anderes Element als das Substantiv „Erz“.)
Es gibt also einen Übergangsbereich, bei dem fraglich ist, wie wortartig das erste Element noch ist oder wie präfixartig es schon ist. Man spricht dann auch von einer Klasse von Präfixoiden, speziell bei emotional-wertender Funktion:
- „Riesen-sauerei“, „Mords-spaß“

Siehe auch im Artikel Komposition (Grammatik) #Die Abgrenzung zwischen Komposition und Derivation.

#### Mehrfache Präfigierung
Die Basis einer Präfigierung kann ihrerseits komplex sein. Theoretisch könnte sie sogar selbst eine Präfixbildung sein; allerdings ist dieser Fall im Deutschen selten oder wird gänzlich bezweifelt. (Nur Kombinationen aus Partikel und Präfix sind häufig.) Beispiele sind aber möglicherweise:
- „Missgeschick“: miss- [ge-  [schick]][3]
- „überbeanspruch(en)“: über- [be- [anspruch]]

Der Begriff Präfix ist jedenfalls, ebenso wie Suffix, so angelegt, dass nur die relative Stellung zur jeweiligen Basis bezeichnet wird. Diese Affixe können folglich durchaus im Wortinneren erscheinen, wenn mehrere Affigierungsschritte hintereinander abgelaufen sind. Im obigen Beispiel ist also „über-“ ein Präfix, seine Basis ist „beanspruch(en)“ und darin ist „be-“ ein Präfix zur Basis „Anspruch“. (Zur Analyse dieses Beispiels siehe: Präfix- und Partikelverben im Deutschen #Zwei Präfixe als Problemfall.)

### Die Begriffe Präfix und Silbe
Präfixe sind Einheiten des Wortaufbaus (der linguistischen Morphologie), hingegen sind Silben Einheiten der Lautstruktur (Phonologie). Die traditionelle Bezeichnung „Vorsilbe“ für ein Präfix wird daher in der Sprachwissenschaft kritisch gesehen. Beispielsweise gibt es im Deutschen Präfixe, die aus zwei Silben bestehen, und in manchen Sprachen auch Präfixe aus einzelnen Konsonanten, die lautlich gar nie eine Silbe bilden könnten:
- Deutsch: „wieder-holen“
- Russisch: делать delat’ („machen“, imperfektiver Aspekt) → сделать s-delat’ („machen“, perfektiv)

Bei Suffixen geht die Silbenbildung sogar über die Grenzen der morphologischen Einteilung hinweg; Suffixe sind also oft keine eigenständige Silbe, von daher keine „Nachsilbe“:
- „Zauberei“ – Verbstamm „zauber-“(n) mit Affix: „-ei“ – Silbenbildung: „Zau-be-rei“

Hier verhalten sich die deutschen Präfixe allerdings anders: Es gibt zwischen Präfix und Basis oft eine stärkere Grenze, die von der Silbenbildung respektiert wird – daher tritt nach einem Präfix bei vokalisch anlautender Basis auch der Kehlkopf-Knacklaut „ʔ“ auf, genauso wie am Wortanfang:
- Basis: „einfach“ – Präfigierung: „ver-einfach(en)“ – Silbenbildung „ver-ʔein-fa-chen“, nicht: * „ve-rein-fa-chen“

Dies wird in der Literatur so formuliert, dass sich Präfixe vielleicht sogar wie ein eigenständiges Phonologisches Wort verhalten (eine Einheit, die größer ist als die Silbe und die Bereiche der Silbenbildung begrenzt), jedenfalls wenn das Präfix silbenfähiges Material enthält.
Andererseits findet eine sprachvergleichende Untersuchung, dass es bei Präfixen häufiger ist als bei Suffixen, dass sie nur aus einem Konsonanten bestehen. Siehe bereits das russische Beispiel weiter oben.

## Präfixe im Deutschen
Präfixe begegnen im Deutschen in der Wortbildung von Substantiven, Adjektiven und Verben. Für die Wortbildung im Verbwortschatz des Deutschen spielen sie eine besonders große Rolle. Für die Flexion im Deutschen wird die Existenz von Präfixen häufig verneint, teilweise wird aber das Affix ge- der Partizipform (die als Infinite Verbform dienen kann) als Präfix bezeichnet.

### Bei Substantiven und Adjektiven
Die Substantiv- und Adjektiv-Präfixe im Deutschen überschneiden sich teilweise, jedenfalls der äußeren Erscheinung nach. Die Abgrenzung zwischen Präfigierung und Komposition ist oft schwierig; beispielsweise können Verbindungen mit Präpositionen bzw. Adverbien als Komposita gewertet werden, etwa unter-ernährt, zu-geknöpft, ab-geneigt.
Die nachfolgende Beispielübersicht ist nach inhaltlichen Funktionen gegliedert und ist kein vollständiges Verzeichnis der deutschen Präfixe.
Manche Präfixe haben eine steigernde Bedeutung:
- erz-konservativ, Erz-schurke
- Haupt-problem,  Haupt-vertreter (eines Typs)

(Hier kann es strittig sein, ob die Verbindung mit „Haupt-“ als Präfigierung oder als Komposition angesehen wird.)
Wertende Präfixe mit der Bedeutung eines negativen konträren Gegenstücks zu einem positiven Begriff, oder in der Bedeutung „falsch / misslungen“:
- Miss-achtung, Miss-griff (hingegen wird Fehl-griff als Kompositum angesehen, mit einem Verbstamm (ver)fehl-[14]). Adjektivische Basis ist seltener, vgl. aber miss-liebig.

Wertungsumkehrung verflochten mit Negation:
- Un-mensch, Un-sinn (un- bei substantivischer Basis ist wertend, nur teilweise negierend)

Substantive wie Unabhängigkeit sind hingegen Substantivableitungen von einem Adjektiv mit un-.
- Un-kraut (keine Komponente von Negation)

Reine Negationspräfixe:
- un-schön, un-abhängig (un- bei adjektivischer Basis ist eine konträre Negation)
- Nicht-Mitglied, nicht-flüssig
- non-verbal

Häufig und sehr produktiv ist das Präfix Ex- in der Bedeutung, dass eine vom Substantiv bezeichnete Eigenschaft nicht mehr vorliegt. Dieses und sehr viele andere regelmäßige Präfixe sind Entlehnungen aus dem Lateinischen oder Griechischen (auch: ultra-, prä-, pro-, hyper-, anti-, pseudo-).
Eine der wenigen eher grammatischen Kategorien, die von einem Präfix ausgedrückt werden, ist die Kollektivbildung bei Substantiven mit Ge-: Berg – Gebirge, Busch – Gebüsch, Ast – Geäst. Im Unterschied dazu werden Ableitungen von Verben wie Ge-schrei, Ge-tu-e, Ge-renn-e als Zirkumfix (zweiteiliges Affix) der Form Ge-…(-e) analysiert, nicht als reines Präfix.

### Verbpräfixe

#### Präfix- und Partikelverben
Bei der Wortbildung des Verbs im Deutschen ist eine Unterscheidung zwischen nicht abtrennbaren Wortteilen und abtrennbaren Verbalpartikeln wichtig:
- (a) Er umfährt das Hindernis. („umfáhren“ in nicht trennbarer Variante, Bedeutung: einen Weg drum herum nehmen)
- (b) Er fährt das Hindernis um. (trennbares „úmfahren“, Bedeutung: beim Fahren verursachen, dass etwas umfällt.)

Die bevorzugte Terminologie ist heute, eine strikte Unterscheidung zu machen, so dass nur die nicht trennbare Variante (a) als Präfixverb bezeichnet wird, im Unterschied zu (b) als einem Partikelverb. Dies ist im Einklang mit der Sichtweise, dass ein Präfix ein Wortteil ist, der einen integralen Bestandteil des Wortes ergibt, und dass die Syntaxregeln immer ganze Wörter verarbeiten. Die Verbalpartikel in (b) ist hingegen eine Besonderheit, sie verhält sich syntaktisch wie ein eigenes Wort.
Ein Element wie das obige „um-“ in der nicht trennbaren Variante wird als Präfix bezeichnet, obwohl es einer Präposition gleicht und Zusammensetzungen mit Präposition als Erstglied sonst als Komposition gewertet werden. Der Grund hierfür ist, dass dieses „um-“ als gleichwertig zu anderen Präfixen eingeordnet wird, die nicht auch als Präposition vorkommen, so wie „be-“, „ent-“, „er-“ etc. (Trennbare Bildungen, also Partikelverben, werden hingegen manchmal als Komposita eingeordnet.)
Mit einer strikten Unterscheidung Präfixverb/Partikelverb fehlt allerdings ein Oberbegriff für die beiden Typen von Verben der obigen Beispiele, obwohl hier hinsichtlich der Erweiterung des Verbwortschatzes ähnliche Funktionen zu sehen sind. Manchmal werden Präfixe und Verbalpartikeln als „verbale Satelliten“ zusammengefasst. Die Bezeichnung „Verbzusatz“ begegnet vereinzelt als Oberbegriff für beide Typen, anderswo allerdings nur als Synonym für „Partikel“.
Traditionell ist jedoch auch von „Präfix im weiten Sinn“ die Rede, und in dieser Variante dann von einer Unterscheidung „trennbares Präfix (= Partikel) / nichttrennbares Präfix“. Diese Terminologie richtet sich nach dem Augenschein, wonach beide Elemente z. B. in der Zitatform des Verbs vor einem Wortstamm erscheinen; sie werden dann auch in der Orthografie gleich behandelt. Es existieren außerdem Fälle, die in ihren Eigenschaften eine Zwischenstellung zwischen den beiden Typen einnehmen, und eben die Ambiguität zwischen äußerlich gleichen Formen wie im obigen Beispiel; siehe hierzu den Hauptartikel. Ferner können beide Typen als Basis für weitere Wortbildung dienen, der Effekt der Abtrennbarkeit verschwindet dabei (z. B. von trennbarem „umleiten“ kann gebildet werden „Umleitung, Umleitungsschild“; dies sind untrennbare Wörter genauso wie „Umfahrung“ zum Präfixverb „umfahren“). All dies motiviert eine zusammenfassende Bezeichnung.
Zu beachten ist jedoch auch dann, dass „Präfix in einem weiten Sinn“ keinen Oberbegriff für die kompletten Klassen Präfixverben + Partikelverben ergibt. Der Grund ist, dass der Kategorie Partikelverb üblicherweise auch Fälle zugerechnet werden, in denen nicht von einem Affix gesprochen werden kann. Dies sind Fälle, wo der Verbstamm sich mit einem offenbar lexikalischen Element verbindet, etwa: sauber-machen, glatt-ziehen, rad-fahren, kopf-stehen (mit Adjektiv bzw. Substantiv). In manchen Einteilungen ist sogar bei einer Kombination aus zwei Verben von einem Partikelverb die Rede, also etwa „kennenlernen“. Daher erfasst der Begriff „Präfix in einem weiten Sinn“ nur einen Untertyp der Partikelverben, nämlich Partikeln aus geschlossenen Klassen wie ein, aus, über etc., die Präpositionen gleichen und somit nicht auf Inhaltswörter zurückführbar sind. (Die Gemeinsamkeit ist, dass auch die eigentlichen Verbpräfixe des Deutschen historisch eine Herkunft aus Präpositionen haben, etwa „be-“ aus „bei“ oder „ver-“ (unter anderem) aus „vor“.)
Aus den dargestellten Gründen verhält sich die Bezeichnung „Präfixverb“ bzw. „Verbpräfix“ in manchen Texten zur deutschen Grammatik als unscharf und missverständlich.

#### Flexion von Präfixverben
Während Präfixe die Valenz eines Verbs ändern können, ändern sie nicht die Flexionsklasse: Starke Verben behalten auch mit Präfix (und erst recht Partikel) ihren Ablaut in der Vergangenheitsform. Beispiele: „vertragen – vertrug, betragen – betrug, zergehen – zerging“ etc. Wenn es anders zu sein scheint, kann dies daran liegen, dass eine Substantivierung dazwischengeschaltet ist, etwa: 1. „auftragen“ / „Man trug ihm etwas auf“ – 2. (Substantivierung) „der Auftrag“ – 3. Verbableitung mit Präfix: „be-auftrag(en)“, Präteritum jetzt: „beauftragte“.
Partizip-, Infinitiv- und finite Wortformen werden vom präfigierten Verb als Ganzem gebildet, die Gliederung ist also z. B. „[vertrag]-en“. Bei der Beschreibung von Präfigierungen entsteht also das Problem, dass immer nur vom Verbstamm geredet werden müsste, die Nennform des Verbs aber die Infinitivendung einschließt (daher wurde der Infinitiv hier meist in Klammern hinzugesetzt). Bei Partikelverben steht die Partikel außerhalb der flektierten Wortform (unabhängig davon, wie die Rechtschreibung dies darstellt): „ab-[gefahren], ab-[zu-fahren]“. Dies ist der Grund, warum im Hauptsatz die vorangestellte finite Form die Partikel am Satzende zurücklässt, anders als bei vorangestellten Präfixverben.

## Präfixe im Sprachvergleich
Sowohl Präfixe als auch Suffixe sind in den Sprachen der Welt verbreitet, aber Präfixe dennoch weniger. Das Gesamtverhältnis Präfixe zu Suffixe wird auf etwa 30:70 geschätzt, und es gibt erheblich mehr Sprachen, die zum Ausdruck grammatischer Funktionen nur Suffixe verwenden, als Sprachen, die nur Präfixe verwenden.
In einer sprachvergleichenden Untersuchung zu Mechanismen der Wortbildung fand sich, dass nur 3,6 % der Sprachen in der Stichprobe keine Wortbildungs-Suffixe hatten, aber 29,9 % hatten keine solchen Präfixe.
In einer Untersuchung zur Flexionsmorphologie im World Atlas of Language Structures (WALS) steht eine Stichprobe zur Verfügung, die 828 Sprachen mit ausreichend Flexionsaffixen enthält; hiervon haben 529 Sprachen (= 63,9 %) vorherrschend oder tendenziell Suffixe und nur 152 (= 18,4 %) vorherrschend oder tendenziell Präfixe. Zusätzlich sind in der Mehrzahl der suffigierenden Sprachen Suffixe auch „dominante“ Technik, hingegen ist unter den präfigierenden Sprachen die Mehrheit nur „tendenziell“ präfigierend. Sprachen unterscheiden sich allerdings sehr stark darin, wie viel Affigierung sie überhaupt haben, speziell in der Flexion. In der Untersuchung in WALS wird daher zunächst ein Schwellenwert definiert, wann eine Sprache reich genug an Flexionsaffixen ist, um überhaupt für die Untersuchung der Affixpositionen gezählt zu werden. Beispielsweise wird Khmer in der typologischen Literatur als eine der wenigen Sprachen genannt, die ausschließlich präfigierend sind, sie bildet aber keine Flexionsformen, so dass sie in der WALS-Untersuchung aussortiert wurde.
Es kann auch danach gefragt werden, ob bestimmte Typen von Markierungen eigene Präferenzen aufweisen. Der stärkste bekannte Zusammenhang von dieser Art ist, dass die Markierung von Kasus an Substantiven in aller Regel durch Suffixe und fast nie durch Präfixe erfolgt. Hingegen ist Negation eine Kategorie, für die Präfigierung vergleichsweise häufig ist. Es gibt ferner einige Sprachen, die sehr viel Präfigierung zeigen, aber diese nur an Verben (etwa das Navajo).
Ein bekanntes Beispiel für stark präfigierende Sprachen sind die Bantu-Sprachen. Sie zeigen Affixe für die Flexionskategorien Tempus sowie Subjekt- und Objekt-Kongruenz in Form von Verb-Präfixen, besitzen aber Suffixe für Passiv und deverbale Wortbildung. Das Bild, dass im Bereich der Präfixe Personalflexion einen relativ großen Anteil einnimmt, wird auch in der Gesamtsicht bestätigt.